# 武宁路桥

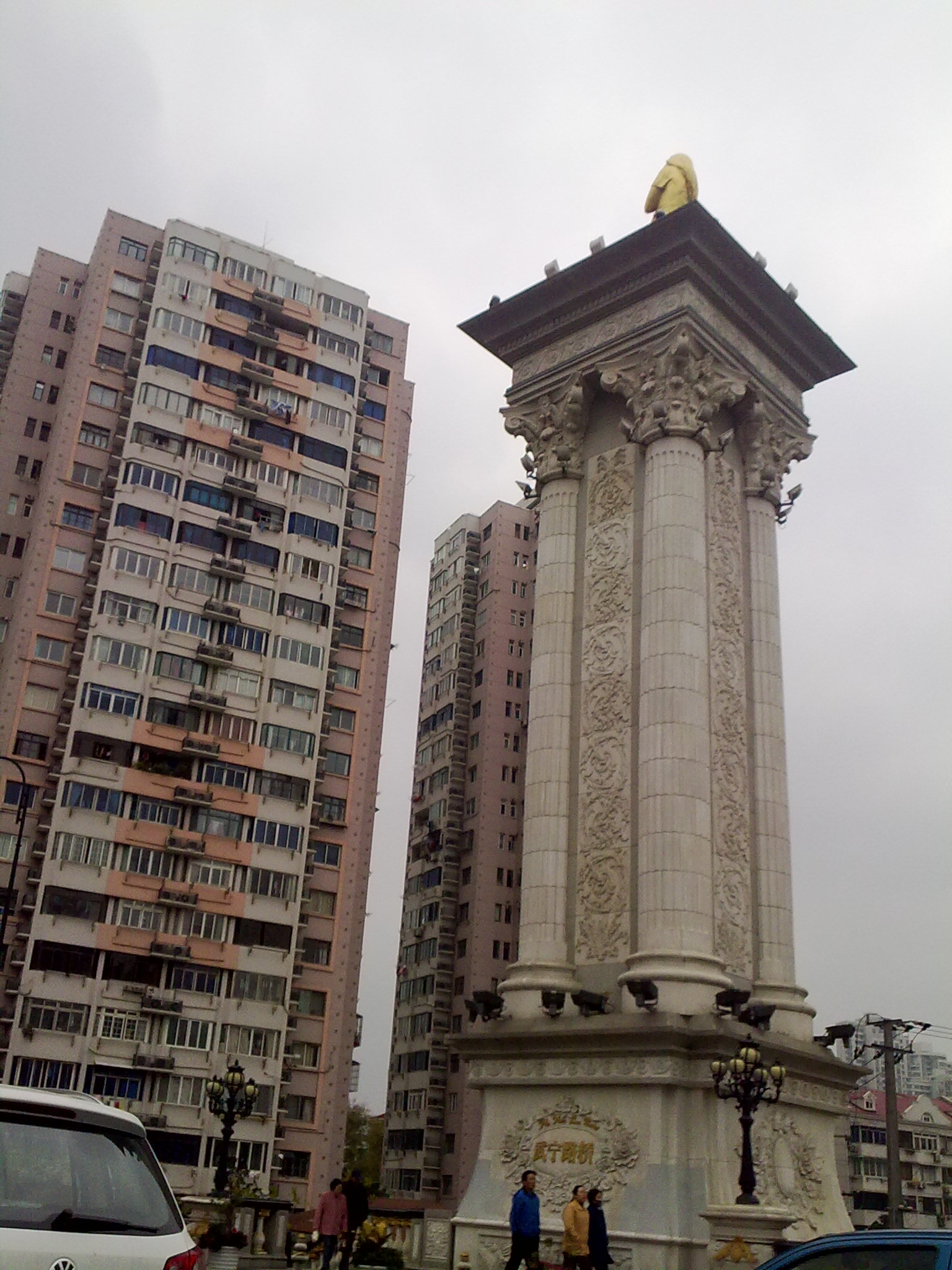
武宁路桥头艾奥尼克立柱

武宁路桥是中華人民共和國上海市普陀區一座橫跨吳淞江的橋樑，橋上為武寧路。該橋全長103米，寬39米。該橋的原址為一個名為談家渡的渡口。1956年修建武宁路桥，1966年擴建加寬。。2001年12月28日，武寧路橋改建工程完工。2009年重新整修。